# Au bord du monde (bande dessinée)
Pour les articles homonymes, voir Au bord du monde.
Au bord du monde est un album de bande dessinée en noir et blanc.
- Scénario et dessins : Bruno Le Floc'h

## Publication

### Éditeurs
- Delcourt (Collection Encrages) (2003)  (ISBN 2-84789-081-5)